# Mezőkovácsháza
Mezőkovácsháza je mesto na Madžarskem, ki upravno spada pod podregijo Mezőkovácsházi Županije Békés.